# 三河犬
三河犬（みかわいぬ、みかわけん）は、日本犬の犬種の1つ。愛知県で作られていた犬種である。三州犬（さんしゅういぬ）、三河雑犬（みかわざっけん）とも呼ばれる。

## 概要
中国のシャン・ドッグ（チャウ・チャウの短毛種）、朝鮮半島のヌロンイなどを交配して、耳立ちや尾巻きを良くした日本犬風の犬種である。
日本犬が明治から昭和の始めにかけて壊滅状態に追い込まれた理由として、洋犬との交雑や闘犬の為の改良交配なども一因ではあったが、三河犬の影響も甚大であった。原産地が隣接していた美濃柴犬は類似する特徴を持っていたことからこのことから、戦火を生き残った残存犬の血を汚染させ切ってしまった。また、越の犬も三河犬との交雑によって本来の性格を失っていった。この他、岩手犬においても戦後初の日本犬鑑賞会で集まった犬にはチャウ・チャウの血が入ったと思われる犬が多かった。このため「二十世紀の八戒」「怪物三河チャウ・チャウ」「厭味のある下等な犬」「汚れたインチキ日本犬」「悪貨は良貨を駆逐する」などと言われた。
全日本警備犬協会（JKC）では、外国種の血が入っているが日本犬独自の性質は保持され、丈夫で飼いやすく全国的に普及していることから中型日本犬の一種として判断。1960年（昭和35年）8月15日の定例審議会で、一つの固定された犬種として三州犬の名で取り扱うことが決定された。
現在では殆ど姿は見られない。

## 特徴
巻き尾、立ち耳で厚い被毛を持ち、盛り上がった首、強靭な体を持つスピッツ・タイプの犬である。舌斑の犬の比率が高い。

## 系統
蛋白質多型を調べたところ日本犬の中では最も済州犬や珍島犬など朝鮮半島の在来犬の遺伝子構成に近い。このことから三河犬の成立には朝鮮半島の犬からの強い影響を受けていることが分かった。

## ギャラリー

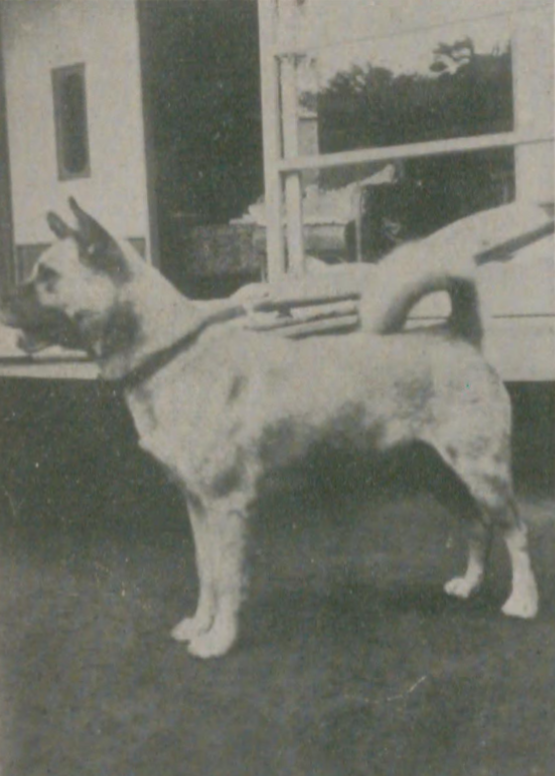
三河地方の家庭犬
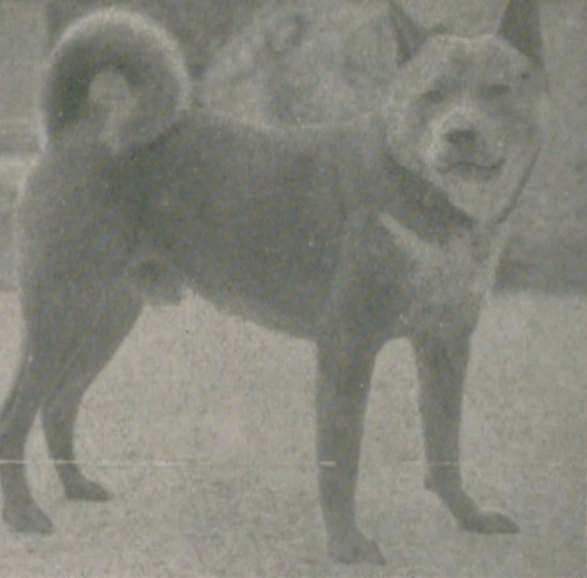
三河地方の家庭犬
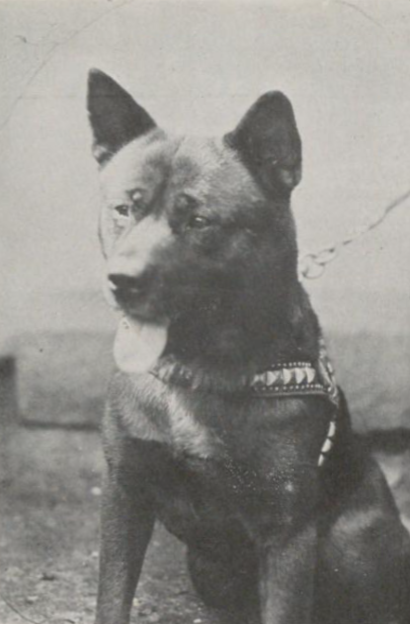
チョコ号
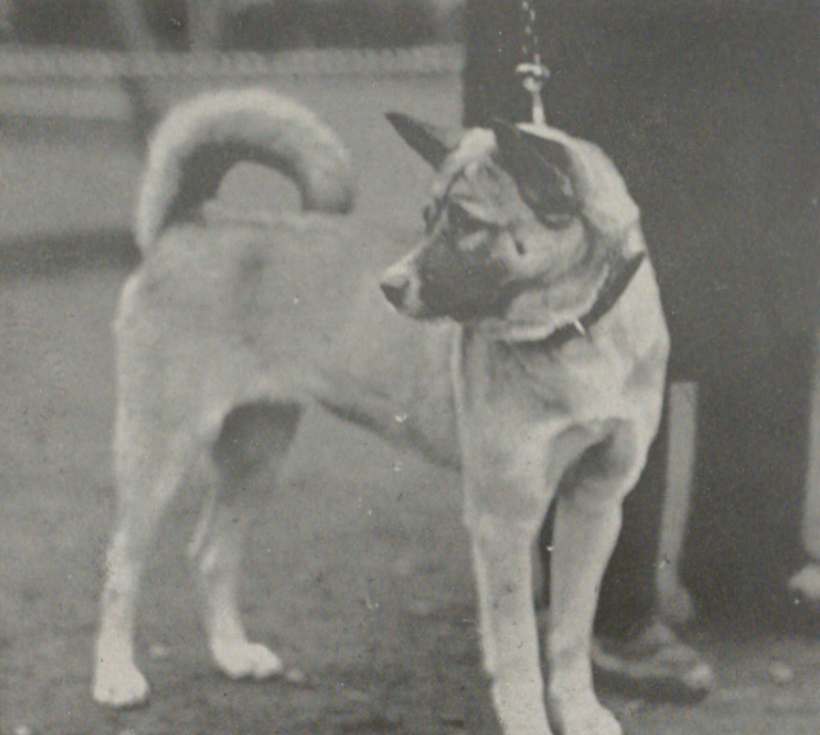
富士号